# 三谷素啓
三谷 素啓（みたに そけい、1878年 - 1932年）は、教育者、宗教家。
日蓮正宗常在寺 (豊島区)所属の在家信徒団体大石講の幹部で、研心学園（現在の学校法人目白学園目白研心中学校・高等学校）校長を務めた。在任時の1928年、のちの創価教育学会初代会長牧口常三郎を入信させた（折伏した）。

## 著作
- 三谷素啓 著『自活之指針』自活の指針社、1917年
- 三谷素啓 釈『立正安国論精釈』弾正社、1929年、覆刻版 興門資料刊行会、2003年